# モンキー・リーグ/史上最強のルーキー登場
『モンキー・リーグ/史上最強のルーキー登場』（ - しじょうさいきょうのルーキーとうじょう、原題：Ed）は、マット・ルブランク主演のスポーツコメディ映画。

## 概要
内容は、チンパンジーのエドがマイナーリーグの野球チームでプレーするというもの。プロットは実話に基づいており、1919年にフィル・フレイムハートという名の猿がニューヨーク・ジャイアンツ（現：サンフランシスコ・ジャイアンツ）の三塁手として数イニングにわたりプレイした話をもとにしている。
本作公開後の評判は芳しくなく、第17回ゴールデンラズベリー賞で最低作品賞、脚本賞、最低スクリーンカップル賞にノミネートされた。データベースサイトのインターネット・ムービー・データベースでも、評価が低い作品ランキング「ボトム100」に選出されている。
作中のエドがテレビのチャンネルを変えるシーンでは、主人公ジャック役のマット・ルブランクの代表作のドラマである「フレンズ」のワンシーンが使われている。

## あらすじ
野球選手に憧れる青年・ジャックは、マイナーリーグのカリフォルニア州の弱小チーム「サンタローザ・ロケッツ」（以下、ロケッツ）の入団テストに、ピッチャーとして合格する。ジャックは後日行われた試合に初登板するが緊張してしまい、相手打者にホームランを打たれる。試合後ジャックが落ち込んでいたところ、監督から「新規加入の選手が明日バスで来るから迎えに行ってくれ」と指示される。翌日迎えに行ったジャックの前に現れたのは、服を着たチンパンジーの「エド」だった。
チームのマスコットとしてチンパンジーの「エド」が紹介された後、グラウンドでジャックたちが練習を始めるとグラブをはめたエドが驚きの投手センスを見せる。エドは周りから「球団の救世主だ」と本気か冗談か仲間達に受け入れられ、ジャックは監督の指示でエドと自宅で同居することに。近所の女性・リディアとその娘・リズと接点ができたジャックだが、自宅内で動き回るエドとの生活に頭を抱える。
試合でジャックがスランプ状態となる中、エドはコーチからユニフォームが贈られる。次の試合でサードの選手が怪我により途中退場となり、監督は主審の許可を得た上でサードとしてエドに交代させることに。すると身のこなしが軽いエドは守備で活躍し、打者としてはストライクゾーンの狭さを強みにチームを勝利に導く。翌日のスポーツ紙でエドが一面を大きく飾ったのに対し、ジャックは同じ紙面に小さく記事が掲載される。
その後も試合で活躍するエドの人気上昇と共に観客も大幅に増え、ジャックは同居生活を通じてエドと打ち解けていく。その後マイナーリーグの順位を上げていったチームがペナントレースに返り咲いた頃、球団オーナーから選手たちに解雇が下される。幸い今回ジャックは解雇の対象にはならなかったが、解雇された選手を見て「次は自分の番かも」と不安を募らせる。
急遽休日となったある日、自宅外でエドと過ごしていたジャックの前に、買い物帰りのリディア、リズ母子が帰ってくる。リズの助言を受けてジャックはリディアと2人でデートに行くことになり、お互いに異性として意識し始める。私生活でエドやリディアと良い関係が築けたジャックは、精神が安定したことで試合でのピッチングが好調になる。しかし「ロケッツ」の上層部が勝手にエドをトレードしてしまい、ジャックは戸惑いを隠せない。
そんな中ジャックは、監督から「今度メジャーリーグのラソーダ監督が見学に来る。実力をアピールしろ。メジャーに行くチャンスだ！」と励まされる。帰宅後ジャックがリディア、リズにエドが他球団に売られた話をすると、2人から「親友ならエドを取り戻すべき！」と叱咤される。ジャックは勇気を出してエドを取り戻しに行くが、逃げる途中にエドが誤って冷凍車の荷台に閉じ込められる。ジャックは何とかエドを救出するが意識はなく、リズに見守られながら病院で治療を受ける。
その直後優勝をかけた大事な試合に出場したジャックはリディアの応援を受けてピッチャーとして好投する。9回の表で相手側の攻撃を迎えると、ジャックの初試合のホームランバッターが現れる。不安がよぎるジャックだが、観客席に元気を取り戻したエドが現れ、奮起したジャックはチームを優勝に導く。メジャーリーガーとしてスカウトされたジャックは、エド、リディア、リズと共に新天地へ旅立つのだった。

## キャスト
| 役名         | 俳優                     | 日本語吹替     |
| ------------ | ------------------------ | -------------- |
| ジャック     | マット・ルブランク       | 平田広明       |
| リディア     | ジェイン・ブルック       | 深見梨加       |
| リズ         | ドーレン・フェイン       | こおろぎさとみ |
| 監督         | ジャック・ウォーデン     | 石森達幸       |
| コーチ       | ビル・コッブス           | 宝亀克寿       |
| カービー     | パトリック・カー         | 堀内賢雄       |
| パトリック   | チャーリー・シュラッター | 中原茂         |
| ゾンク       | カート・カプラン         | 古澤徹         |
| ラソーダ監督 | トミー・ラソーダ         | 稲葉実         |

その他吹替：伊藤栄次、成田剣、遊佐浩二、大黒和広、坂口賢一、水野龍司、小野瀬恭代、福島菜七子

## 登場人物
ジャック・クーパー
あだ名は「デュース」で、カーブを投げる時にボールの上部を指2本で持つ形が由来。冒頭ではオレゴン州で酪農家を営みながら両親と暮らしており、「スピード」と名付けた大型犬を飼っている。以前から野球に興味を持ち、日常の空いた時間に野球のボールを投げてきたため、ボールを速く投げることが得意。練習だと投げるボールの速さもコントロールも申し分ないレベルだが、実はあがり症で大事な場面でビビってしまうという欠点がある。過去にリトルリーグやその他アマチュアの野球チームなどには所属したことがない。
「サンタローザ・ロケッツ」入団後は、カリフォルニア州のアパートの2階の部屋で暮らし始める。しばらくは試合で悪いピッチングが続き、チームメイトからはその都度励まされたり、時に嫌味や冗談を言われる。家事は苦手らしく、自宅は洗い物が溜まったり物が乱雑に置かれている。また大雑把な性格で、同居を始めたエドにドッグフード（実家の犬のスピードが食べていたもの）を与えようとする。後日、実家の母からの小包で、幸運を呼ぶアイテムとされる蹄鉄が贈られる。
エド
チンパンジーで、作中ではニューヨーク・ヤンキースの名選手ミッキー・マントルの忘れ形見という設定。物語の前半で「ロケッツ」の新しいマスコットとして迎え入れられる。エドという名前は、チームと初対面した後にジャックから名付けられる。「ロケッツ」入団前からヤンキースの帽子を着用しており、身体能力は高く野球ができる。ある日の試合に選手として途中出場した際、監督からエドとサルをもじった「エド・サリバン」の名をつけられて試合に出場するようになる。さらに物語の中盤で、ディップからミッキー・マントルと同じ背番号の「7」のユニフォームを贈られる。言葉は話せないが人語を理解していたり、人間が使う生活用品もある程度使い方を知っており、作中では自動車を運転するシーンまである。好物は、アイスチョコバナナ。
リディア
カリフォルニア州のジャックと同じアパートの1階に住むシングルマザー。新しく入居してきたジャックを見かけるたびに挨拶しているが、彼があがり症なことから無視されている。後日ジャックが初めてエドを連れ帰った時に偶然鉢合わせし、初めてジャックと会話する。普段は「ロケッツ」のホーム球場のバックスクリーンの真裏の飲食店でウェイトレスとして働いている。仕事の合間に店内のテレビで「ロケッツ」の試合を見るなどしている。
リズ
リディアの娘。年は日本で言う小学校低学年ぐらい。ある日帰宅直後にジャックが連れ帰ってきたエドに出会って興味を持ち始める。「ロケッツ」の試合時は、叔父（または伯父）が働く実況ルームに訪れ、仕事の邪魔にならないようにチームを応援する。子供ながらに母親に新しい恋人がいないことを気にかけている。ジャックとリディアがデートに行った夜は、自宅で留守番をするエドのペースに飲まれて2人で家の中をメチャメチャにする。
監督（吹替えでは、チャム）
「ロケッツ」の監督。本番に弱くてスランプ状態のジャックが試合で活躍することに期待と不安を抱いている。基本的に選手たちに寄り添った考え方で接している。
コーチ（吹替えでは、ディップ）
「ロケッツ」のコーチ。ジャックの入団後、「ツキを呼び込むにはハート（気持ち）と頭を使うことが大事」と「ロケッツ」の選手たちに伝える。チームを勝利に導くために監督と話し合ったり、選手たちの親などからの届け物を各選手に渡すなどの雑務も行っている。
カービー
「ロケッツ」のオーナーの息子。立場を使って、監督に我が物顔でチーム運営のことにも遠慮なく会話している。不審にあえぐ「ロケッツ」の客寄せに、ミッキー・マントルの遺産から買い受けたチンパンジー（エド）をマスコットにすることを監督に提案する。一見すると分からないが実は禿げており、普段はカツラを被っている。マスコット兼選手としてスターとなったエドを「十分稼がせてもらった」として、後日勝手に他球団にトレードする。
ラソーダ監督
本人役。名サードのエドを見に、「ロケッツ」が優勝をかけた試合会場に訪れる。「ロケッツ」のオーナーと共に、そのまま試合を観戦する。
バドリック
カービーのアシスタント。仕事時は、カービーの腰巾着のように同行する。
アート
リズの叔父または伯父。フリーアナウンサーらしき仕事をしており、普段は「ロケッツ」のホーム球場で試合実況を担当している。食べることが好きで太っていることから、試合時に実況ルームに訪れるリズに解説席などにカロリーの高い食べ物を置いているのが見つかるたび、「健康に気をつけなきゃ」と言われて捨てられている。